# 圣马尔德雷诺
圣马尔德雷诺（法語：Saint-Mard-de-Réno，法語發音：[sɛ̃ maʁ də ʁeno] ⓘ）是法国奥恩省的一个市镇，属于莫尔塔涅欧佩什区。

## 地理
圣马尔德雷诺（48°30'35"N, 0°38'1"E）面积19.13 平方千米，位于法国诺曼底大区奧恩省，该省份为法国西北部内陆省份，北起顺时针与卡爾瓦多斯省、厄尔省、厄尔-卢瓦省、萨尔特省、马耶讷省和芒什省接壤。
与圣马尔德雷诺接壤的市镇（或旧市镇、城区）包括：维利耶苏莫尔塔涅、拉沙佩勒蒙利容、库尔容、凡村、卢瓦萨伊、隆尼莱维拉日。

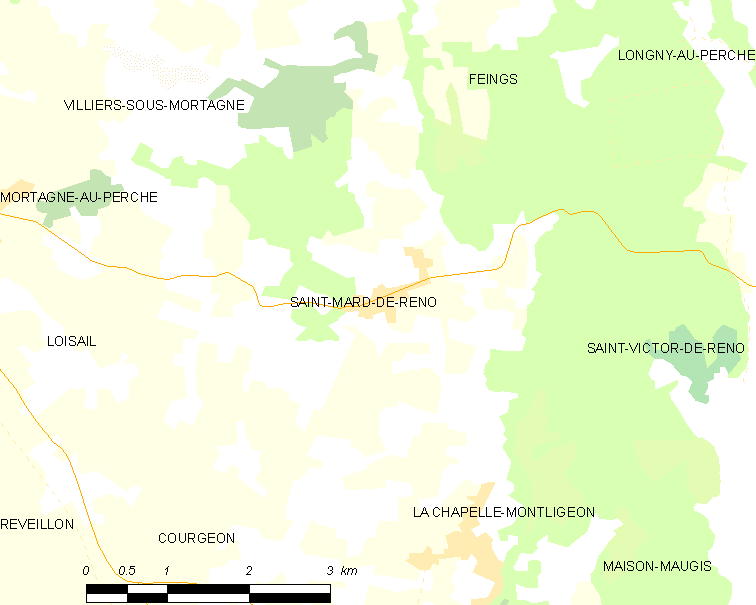
圣马尔德雷诺的OSM定位图

圣马尔德雷诺的时区为UTC+01:00、UTC+02:00（夏令时）。

## 行政
圣马尔德雷诺的邮政编码为61400，INSEE市镇编码为61418。

## 政治
圣马尔德雷诺所属的省级选区为莫尔塔涅欧佩什县。

## 人口

1962-2008年间圣马尔德雷诺人口变化图示

圣马尔德雷诺于2022年1月1日时的人口数量为397人。